# Julie Foudy
Julie Maurine Foudy, född den 23 januari 1971 i San Diego, Kalifornien, är en amerikansk fotbollsspelare. Vid fotbollsturneringen under OS 2004 i Aten deltog hon i det amerikanska lag som tog guld. 